# Trinidad (Paraguay)
Trinidad è un centro abitato del Paraguay, nel dipartimento di Itapúa. La località forma uno dei 30 distretti in cui è suddiviso il dipartimento.

## Popolazione
Al censimento del 2002 Trinidad contava una popolazione urbana di 2.417 abitanti (6.873 nel distretto), secondo i dati della Dirección General de Estadística, Encuestas y Censos.

## Storia
Nel 1706 il padre gesuita Juan de Anaya fondò una delle ultime riduzioni gesuite dell'America del Sud, con il nome di La Santísima Trinidad de Paraná. Sei anni dopo la missione fu spostata dal suo sito originario, nei pressi del fiume Uruguay, alla riva destra del fiume Paraná, creando il nucleo dell'odierno abitato di Trinidad.
Nel 1768, con l'espulsione dei gesuiti dai territori della Corona spagnola, la missione fu abbandonata anche dagli indigeni guaraní, fino a quando il territorio fu recuperato e ripopolato grazie ad una azienda agricola, la Herrera Vegas.
La località fu innalzata al rango di distretto nel 1966.
L'UNESCO ha dichiarato le rovine della Santísima Trinidad de Paraná, oggi la più visitata delle riduzioni gesuite presenti nel paese, Patrimonio dell'umanità.